# Phiala bistrigata
Phiala bistrigata är en fjärilsart som beskrevs av Aurivillius 1901. Phiala bistrigata ingår i släktet Phiala och familjen Eupterotidae. Inga underarter finns listade i Catalogue of Life.